# Белое (Одесская область)
Бе́лое (укр. Біле) — посёлок на острове Змеиный в Чёрном море, подчинён Вилковской общине Измаильского района Одесской области (Украина). Население составляет от 13 до 30 человек. В феврале 2022 года, в ходе российского вторжения на Украину, посёлок был захвачен российскими войсками. 30 июня населённый пункт был освобождён ВСУ.
Остров Змеиный расположен в 34-35 км от береговой линии, поэтому Белое является самым отдалённым от материка населённым пунктом Украины.

## История
Основан 8 февраля 2007 года на основании постановления Верховной Рады Украины о предоставлении хозяйственным и жилищным комплексам на острове Змеиный статуса посёлка с присвоением названия Белое и подчинением Килийскому району (район упразднён в 2020 году). Создание посёлка вызвало протест со стороны Румынии из-за существовавшего в то время территориального спора между двумя государствами по поводу континентального шельфа в Чёрном море.
После вторжения России на Украину остров был оккупирован ВС РФ, после чего по острову наносились удары, из-за чего посёлок по факту был уничтожен.

## Улицы
Казацкая улица — единственная улица в посёлке. Основана в 2007 году.